# Katharine Graham
Katharine Meyer Graham (Nueva York, 16 de junio de 1917 - Boise, Idaho, 17 de julio de 2001) fue una periodista y editora estadounidense del diario The Washington Post desde 1963 hasta su fallecimiento en 2001.
Fue interpretada por Meryl Streep en la película The Post (2017) de Steven Spielberg.

## Biografía
Nació en Nueva York (EE. UU.), hija de un matrimonio judío de origen alsaciano. Su padre, Eugen Meyer, era un banquero experto en análisis de inversiones que supo obtener ganancias en Wall Street. Su madre, Agnes Meyer, era una periodista muy implicada en asuntos relacionados con la educación y el arte.
Estudió Periodismo en la Universidad de Chicago, licenciándose en 1938, y se incorporó al periódico San Francisco News, cubriendo la sección de trabajo y sindicalismo laboral. Un año después, ingresa en el Washington Post, periódico que su padre había adquirido en una subasta en 1933 cuando el rotativo se encontraba en bancarrota.
En 1940 se casó con Philip Graham, un joven abogado licenciado por la Universidad de Harvard que pronto obtuvo la confianza de su suegro, que le ofreció el puesto de director del periódico. Esta elección fue realizada en detrimento de su hija al considerar que el cargo no era el adecuado para una mujer. Katharine Graham pasó así a un segundo plano.
El matrimonio tuvo cuatro hijos y se hicieron dueños del Washington Post en 1948, siendo ya este rotativo una empresa viable. Philip, además, adquiriría más periódicos y dos cadenas de televisión. También entró en política dentro del equipo de John Kennedy. Sin embargo, su vida familiar se deterioró cuando Philip comenzó a sufrir un trastorno maníaco-depresivo, con períodos alternantes de lucidez y de agresividad. Empezó a aficionarse a la bebida y a entablar relaciones extraconyugales. Fue internado en hospitales varias veces, pero su salud no mostraba mejoría y en 1963 se suicidó en su casa de campo.

## Presidencia de The Washington Post
Katharine Graham asumió la presidencia de la empresa The Washington Post Company, acallando los comentarios sexistas sobre su capacidad de gestión y liderazgo. Pronto dio muestras de fortaleza tomando decisiones que convertirían a este periódico en un rotativo de prestigio.
En 1971, Graham decidió publicar el estudio secreto sobre la Guerra de Vietman que había elaborado el gobierno. La administración Nixon presionó a la cabecera para evitar su salida a la luz, amenazando con retirarles las licencias de televisión. Sin embargo, Graham alegó que estos documentos no ponían en peligro la seguridad del estado y los publicó.
Un año después, en 1972, Katharine Graham apoyó a los periodistas Carl Bernstein y Bob Woodward en el caso Watergate. Durante más de dos años, la empresa y ella misma volvieron a enfrentarse con amenazas y presiones por parte de la administración Nixon. Volvieron a ponerse las licencias de televisión en juego y las acciones de la compañía bajaron a la mitad de su precio. Pero Graham resistió y defendió la independencia de sus dos empleados hasta que el presidente Richard Nixon dimitió. Fue entonces cuando el diario fue aclamado públicamente.
Su dedicación por el periodismo fue completa. En 1974, la revista Ms. Magazine la consideró como la mujer más poderosa del país. Durante la huelga sindical de prensa que duró 140 días en 1975, el Washington Post solo dejó de imprimir una edición. Richard Nixon comentó: 

En Washington hay muchos que leen el Post y les gusta, y hay muchos que leen el Post y no les gusta. Pero casi todos leen el Post, lo que constituye un reconocimiento de la habilidad de Graham como editora.

A partir de 1979, su hijo Donald Graham fue ocupando poco a poco el puesto de su madre en la dirección del periódico.
En 1998, publicó su autobiografía titulada Personal History, con la que obtuvo el Premio Pulitzer.
Murió el 17 de julio de 2001 en Sun Valley, Idaho, a consecuencia de una caída durante la celebración de una conferencia de altos cargos directivos de medios de comunicación.

## Vida social
La casa de Katharine Graham en Martha's Vineyard se convirtió en punto de referencia de la vida social estadounidense e internacional. Siempre acudieron presidentes, políticos, senadores, empresarios, intelectuales, artistas y actores, entre otros.
Su funeral se celebró en la Catedral Nacional de Washington el 23 de julio de 2001, con asistencia de numerosos políticos y personalidades conocidas del mundo de la cultura y la comunicación estadounidense.